# Skolämnen i Sverige
Skolämne är ett ämne som förekommer i grund- eller gymnasieskolan och som finns på schemat. Obligatoriska skolämnen är reglerade i gällande läroplan, såsom Lgr11. Vanliga skolämnen i Sverige är engelska, matematik och svenska.

## Skolämnen i Sveriges grundskola
I grundskolan är det obligatoriskt att läsa följande skolämnen:
- Svenska eller svenska som andraspråk
- Engelska
- Matematik

Praktiska ämnen:
- Bild
- Hem- och konsumentkunskap
- Idrott och hälsa
- Musik
- Slöjd

Naturorienterande ämnen (NO):
- Biologi
- Fysik
- Kemi
- Teknik[3]

Samhällsorienterande ämnen (SO):
- Geografi
- Historia
- Religionskunskap
- Samhällskunskap
- Moderna språk såsom tyska, franska och spanska
- Elevens val (planeras att avvecklas 1 juli 2024[4][5])

Teckenspråk för hörande är ett ämne som kan väljas i grundskolan. Vissa läser även modersmål.
Vissa skolämnen ger behörighet till gymnasieskolan. Behörighetskraven ser olika ut för att söka in till gymnasieskolans olika program, men det krävs minst betyget E i ämnena matematik, svenska (alternativt svenska som andraspråk) och engelska. Dessa tre ämnen har fram till reformen Gy11 benämnts som kärnämnen i gymnasieskolan. Denna ämnesgruppering har dock aldrig förekommit i grundskolans läroplaner, eftersom alla ämnen där ska betraktas som lika viktiga för grundskolans bildningsuppdrag.

## Ämnesgrupperingar och ämnen som förekommit i grundskolan
I gällande läroplan (Lgr11) förekommer två ämnesgrupperingar: samhällsorienterande ämnen och naturorienterande ämnen. I tidigare läroplaner har desto fler ämnesgrupperingar förekommit.
I grundskolans första läroplan Lgr62 beskrivs de grundläggande bildningsämnena enligt följande: "jämte grundläggande språk- och räknefärdigheter skall skolan ge eleverna en vidgad kännedom om naturens och kulturens värld. Den skall genom en av saklighet präglad undervisning i kristendomskunskap och i ämnen av samhälls- och naturorienterande slag föra dem in i den omgivande verkligheten och i det förflutna, söka klargöra sambandet mellan det förflutna och det närvarande samt orientera dem i livsåskådningsfrågor. Det är i vår tid angelägnare än förut, att en elementär naturvetenskaplig orientering kommer samtliga elever till del. En viktig grupp bland de allmänna ämnen, som är obligatoriska för alla och som skall samverka, när skolan söker fullgöra sin bildningsuppgift, utgöres av ämnen för estetisk-praktik och fysisk fostran" (s. 15). 
Enligt Lgr62 förekom följande ämnesgrupperingar och obligatoriska ämnen: 
- Svenska
- Matematik
- Engelska (endast mellan- och högstadiet)
- Tyska (endast högstadiet)
- Franska (endast högstadiet)

Orienteringsämnen:
- Kristendomskunskap
- Hembygdskunskap (endast lågstadiet)
- Samhällskunskap (endast mellan- och högstadiet)
- Historia (endast mellan- och högstadiet)
- Geografi (endast mellan- och högstadiet)
- Naturkunskap (endast mellanstadiet)
- Biologi (endast högstadiet)
- Kemi (endast högstadiet)
- Fysik (endast högstadiet)

Ämnen för estetisk-praktisk och fysisk fostran:
- Musik
- Sång
- Teckning
- Slöjd
- Textilslöjd
- Träslöjd
- Metallslöjd
- Hemkunskap (endast mellan- och högstadiet)
- Barnavård (endast i årskurs 9)
- Gymnastik
- Praktisk yrkesorientering (endast tre veckor i årskurs 8)

Utöver de obligatoriska ämnena fanns det enligt Lgr62 s.k. tillvalsämnen vilka delades in i allmänna ämnen (svenska, matematik, engelska, tyska, franska, musik, teckning, textilslöjd, träslöjd och metallslöjd och hemkunskap) och specialämnen(bland annat verkstadsarbete, teknisk orientering, maskinskrivning, dramatik och finska).
I nästföljande läroplan, Lgr69, fanns gruppen obligatoriska ämnen med undergruppen orienteringsämnen kvar men däremot togs ämnesgruppen estetisk-praktisk och fysisk bort och dessa ämnen räknades nu som fristående obligatoriska ämnen. Ämnet barnavård ersattes av barnkunskap och kristendomskunskap av religionskunskap. Slöjdämnet skrevs tydligare fram som ett ämne och delades in i två slöjdarter jämfört med de tidigare tre. Ämnena franska och tyska var inte längre obligatoriska utan grupperades som tillvalsämnen tillsammans med de nya skolämnena ekonomi, konst, och teknik. En fjärde ämnesgrupp förekommer i Lgr69, Övriga ämnen, där finska och maskinskrivning ingår.
Det dröjde några år innan nästa läroplan kom, Lgr80, med några nya ämnesformuleringar. Ämnet teckning ersattes av bild och ämnet teknik blev ett obligatoriskt ämne.
I läroplansreformen 1994 ersattes Gymnastik av Idrott och hälsa och hemkunskap av hem- och konsumentkunskap. Andra nya/nyformulerade skolämnen var moderna språk, modersmål, svenska som andraspråk och teckenspråk för hörande.
I den senaste läroplansreformen 2011 har inga nya ämnen eller ämnesgrupper tillkommit, tagits bort eller omformulerats i grundskolan.

## Ämnesintegration
Ämnesintegration kallas undervisningsformer där kunskap från två eller fler av de obligatoriska skolämnena samverkar.

## Informella och ickereglerade skolämnen
Ämnet livskunskap har under många år omnämnts som ett skolämne, trots att det aldrig angetts i några nationella styrdokument. Däremot har undervisningsliknande verksamhet knutet till detta ämne förekommit på många grundskolor. Det är sällan som nya skolämnen införs, desto vanligare är det att nytt innehåll tillförs befintliga ämnen eller att ett ämne formuleras på ett nytt sätt i en ny läroplan.